# Basananthe gossweileri
Basananthe gossweileri är en passionsblomsväxtart som först beskrevs av John Hutchinson och Pearce, och fick sitt nu gällande namn av De Wilde. Basananthe gossweileri ingår i släktet Basananthe och familjen passionsblomsväxter. Inga underarter finns listade i Catalogue of Life.